# Białobrzegi (Sokołów)
Pour les articles homonymes, voir Białobrzegi (homonymie).
Białobrzegi [bjawɔˈbʐɛɡi] est un village polonais de la gmina de Sterdyń dans le powiat de Sokołów et dans la voïvodie de Mazovie, au centre-est de la Pologne.
Il est situé à environ 5 kilomètres au nord-est de Sterdyń, 24 kilomètres au nord-est de Sokołów Podlaski et à 104 kilomètres au nord-est de Varsovie.